# Erik Holmstedt
Karl Erik Odal Holmstedt, född 14 november 1952 i Malmberget, är en svensk fotograf. 

## Biografi
Holmstedt utexaminerades från Konstfackskolan 1983 med inriktning på fotografi. Han är representerad vid bland annat Moderna museet och Statens Konstråd.

## Priser och utmärkelser
- 2020 - Sune Jonssons stipendium
- 2013 - K W Gullers stipendium
- 2010 - Borg Mesch-stipendiet